# Cadillac Optiq
Cadillac Optiq este un vehicul electric cu baterie cu mașină compactă executivă cu SUV crossover care urmează să fie comercializat sub subdiviziunea Cadillac a producătorului american de automobile General Motors și fabricat de SAIC-GM, o întreprindere comună între producătorul chinez Shanghai Automotive Industry Corporation și General Motors. Acesta a fost comercializat în China de la sfârșitul anului 2023 și urmează să fie pus în vânzare în America de Nord în 2024.

## Prezentare

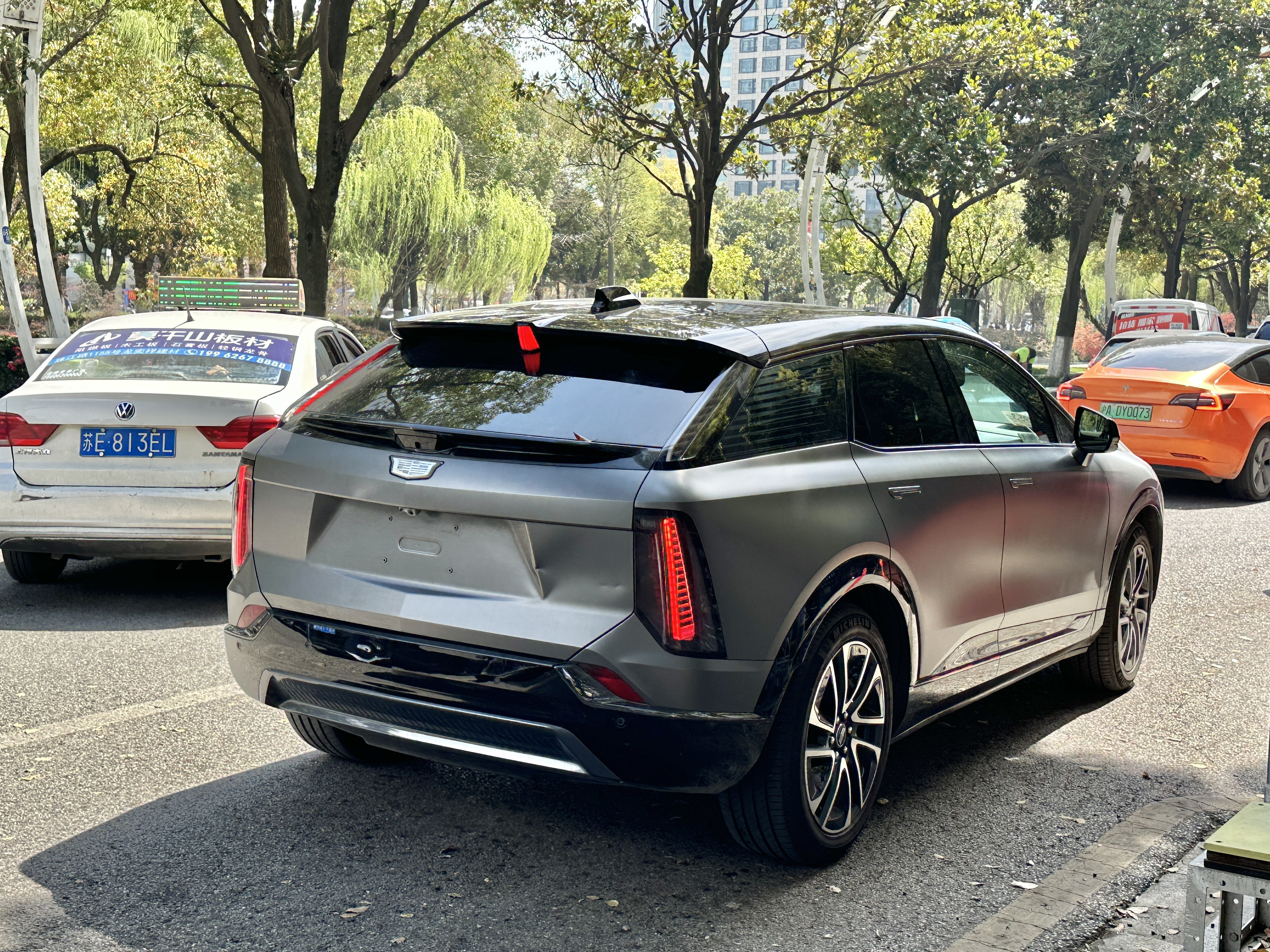
Cadillac Optiq în spate

Cadillac Optiq a fost pus în vânzare în a doua jumătate a anului 2023 în China, iar ulterior va fi comercializat în America de Nord la sfârșitul anului 2024. În China, acesta este disponibil în două echipări care au o putere de 150 kW (201 CP; 204 CP) și, respectiv, 180 kW (241 CP; 245 CP). Mașina este menită să fie un EV entry-level cu preț mai mic pentru marcă.
Optiq-ul nord-american a fost dezvăluit pe 29 mai 2024 la Paris și va fi vândut și pe piața europeană.
Acesta are o baterie Ultium NCM de 85,0 kWh (capacitate utilă) formată din 10 module care utilizează o arhitectură electrică de 400 V. Puterea totală este de 300 CP (224 kW; 304 CP) și un cuplu de 354 lb⋅ft (480 N⋅m) de la un sistem de tracțiune integrală cu două motoare constând dintr-un motor de curent alternativ sincron cu magnet permanent care antrenează roțile din față și un motor cu inducție care antrenează roțile din spate. Autonomia estimată pe ciclul de testare EPA este de 302 mile (486 km). Bateria se poate încărca la o putere maximă de 150 kW pe un încărcător rapid DC, ceea ce îi permite să încarce o distanță estimată de 79 mile (127 km) în 10 minute. De asemenea, dispune de un încărcător AC standard de 11,5 kW la bord, cu o unitate opțională de 19,2 kW disponibilă. Este echipat cu un port de încărcare CCS de tip 1 care este compatibil cu stațiile de încărcare Tesla Supercharger din America de Nord cu un adaptor NACS.
Optiq are o greutate la bord de 2.355 kg (5.192 lb) și poate tracta până la 680 kg (1.500 lb). În SUA, Optiq va veni cu jante de 20 de inci, iar opțional vor fi disponibile jante de 21 de inci.